# Max Walter
Max Walter (1896 Bratislava, Rakousko-Uhersko – 1940) byl slovenský šachový mistr židovského původu, rodák z Bratislavy.
Šachová kariéra Maxe Waltera se překrývá s obdobím první republiky. Získal 3 medaile z československých šampionátů: zlatou v Pardubicích 1923, stříbrnou v Českých Budějovicích v roce 1927 (při rovnosti bodů s vítězným Opočenským) a bronzovou v Praze 1931. Stal se prvním mistrem Slovenska v roce 1924, vícenásobným mistrem Bratislavy. Skončil druhý v Piešťanech 1922, při čtyřhře mistrů v Kolíně 1925 se dělil druhé místo s Opočenským za vítězným Richardem Rétim. Byl první v Budapešti 1926, 4. v Znojmě 1927, 4.-5. v Liptovském Svatém Jánu 1930.
Walter se zúčastnil se několika špičkově obsazených turnajů, pravda se skromnějšími výsledky. Byl 14. na turnaji v Ostravě 1923 (vyhrál Emanuel Lasker), kde remizoval s Savielly Tartakowerem a Akibou Rubinsteinem. V Trenčianských Teplicích 1928 byl 8. Skončil 10. na Sliači 1932 (vyhrál Salomon Flohr), porazil tam Rudolfa Spielmanna. V turnaji v Hastings 1933/34 se podělil první místo s Koltanowskim. Šachy hrával i jeho mladší bratr Jacques.
Max Walter zřejmě zemřel v koncentračním táboře v roce 1940, přestože existuje záznam o jeho údajné účasti na turnaji v Madridu 1945.[zdroj?]